# Rusconi (Band)
Rusconi (Eigenschreibweise: RUSCONI) war ein schweizerisches Jazz-Trio. Es zählte zu den erfolgreichsten zeitgenössischen Vertretern des Free Rock, Noise, Improvisierte Musik, Groove und Electronica der Schweiz; laut Der Spiegel „begeisterte“ es „das Publikum europaweit mit Jazz-Rock-Fusionen.“

## Geschichte
Stefan Rusconi (Piano), Claudio Strüby (Schlagzeug) und Richard Pechota (Bass) gründeten die Band Rusconi 2001. Fabian Gisler löste 2004 Richard Pechota am Bass ab.

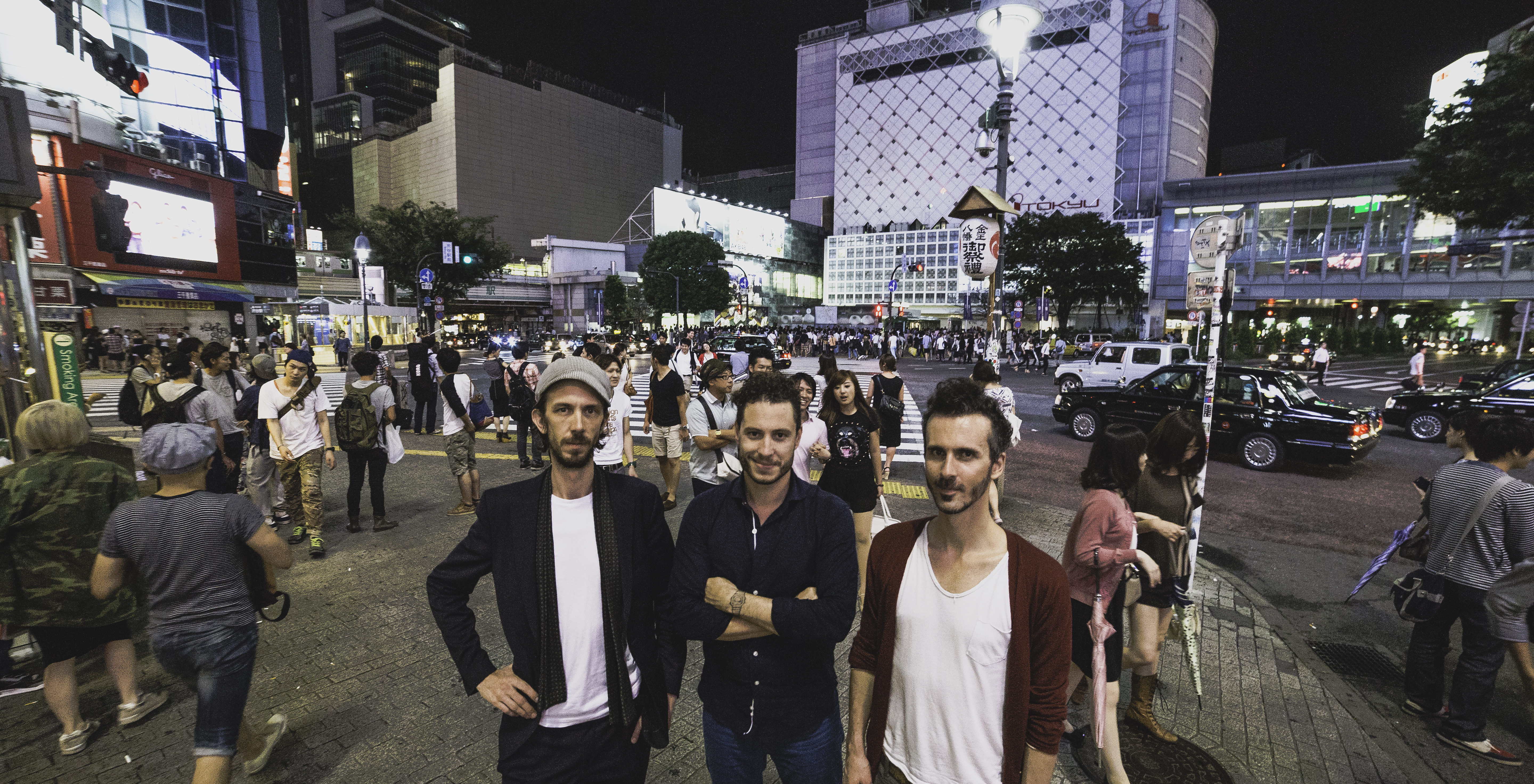
RUSCONI in Shibuya, 2013

Rusconi brachte zunächst zwei Alben bei unabhängigen Schweizer Labels heraus und unterschrieb dann bei Sony Music Germany, welche 2009 das Album One Up Down Left Right herausgab. Bei allen drei Alben schrieb vor allem Stefan Rusconi die Musik. Mit dem Album It’s a Sonic Life befasste er sich 2010 mit dem Œuvre von Sonic Youth.
2012 trennte sich Rusconi einvernehmlich von Sony Music Entertainment und gründete ihr eigenes Label Qilin Records. Mit diesem Schritt wollte Rusconi ihren Fans ermöglichen, sie finanziell direkter zu unterstützen, als dies im Zeitalter der Gratis-Downloads bei einem Major-Label möglich wäre. Die Band publizierte ihre Aufnahmen nun auf CD, teilweise auch oder exklusiv (It's a Sonic Life + Whistler&Hustler Session) auf Vinyl-LP. Die Gruppe veröffentlichte aufgrund der veränderten Marktsituation ein Manifest. Am 2. März 2012 gab sie ihr bekanntes Album Revolution zum Download bei Bandcamp frei. Zeitgleich produzierte sie LPs ihrer letzten beiden Alben und gab sie zum Download frei. Von Dezember 2012 bis 2015 vertrieb das französische Label BeeJazz ihr Album Revolution elektronisch weltweit (auch als CD erhältlich). Nach dem Konkurs von BeeJazz übernahm die Band die Lizenzen und vertrieb ihre Musik über ihr Eigenlabel Qilin Records.
Das Live-Album Rusconi + Fred Frith - live in Europe, erschienen 2016 auf Qilin Records war ihr letzter Tonträger. Ende 2017 löste sich die Band im gegenseitigen Einverständnis auf. Auf ihrer Bandseite bedanken sie sich für das rege Interesse und die Unterstützung über die letzten 14 Jahre.
Rusconi konzertierte in der Schweiz, Deutschland, Österreich, Spanien, Frankreich, Italien, England, Schweden, Belgien, Moldawien, Malaysia, Indonesien, Japan, China und Korea.
Die Deutschlandfunk-Sendereihe Jazzfacts brachte am 21. Juli 2016 ein einstündiges musikalisches Hörfunk-Bandporträt.

## Stil
„Unberechenbar und sprunghaft, zwischen Komposition und Improvisation wankend, entwickeln Rusconi aus grundverschiedenen Einflüssen ihren charakteristischen Garage-Jazz.“ Die Band fusioniert Ideen aus dem Jazz, Rock und Pop. Die Stile und Einflüsse reichen von der Avantgarde der elektronischen Musik (etwa Aphex Twin) über den Noise-Rock (z. B. Sonic Youth) bis hin zu den Grössen des Pops (Radiohead).

## Videoclips und die Zusammenarbeit mit dem Filmkollektivzweihund
Die Band liess Videoclips zu ihren Alben drehen. 2008 kam es zur ersten Zusammenarbeit mit dem Winterthurer Filmkollektiv zweihund.
Dabei entstand der Videoclip One Up Down Left Right. Er wurde weltweit an zahlreichen Filmfestivals gezeigt und gewann drei Preise, u. a. den Publikums-Preis sowie den Jury-Preis an den Solothurner Filmtagen 2010. Der Videoclip The Destroyed Room ebenfalls von zweihund und Rusconi wurde an den Solothurner Filmtagen 2011 mit dem Jury-Preis ausgezeichnet. Auch das neueste und vorerst letzte Werk von zweihund und Rusconi, Alice in the sky wurde 2013 von den Solothurner Filmtagen, m4music und der SUISA Stiftung zum 'Best Swiss Video Clip' gekürt.

## Preise und Auszeichnungen
Der Videoclip One Up Down Left Right gewann drei Preise, u. a. den Publikums-Preis sowie den Jury-Preis an den Solothurner Filmtagen 2009. Der Videoclip The Destroyed Room ebenfalls von zweihund und Rusconi wurde auf den Solothurner Filmtagen 2010 mit dem Jury-Preis ausgezeichnet. Auch das neueste Werk von zweihund und der Band, Alice in the Sky wurde 2013 von den Solothurner Filmtagen, m4music und der SUISA Stiftung zum „Best Swiss Video Clip“ gekürt.
2010 ... 2012 unterstützte die Stiftung Pro Helvetia Rusconi im Rahmen der prioritären Jazzförderung.
2013 wurde die Band mit einem ECHO Jazz als Best live act 2012 ausgezeichnet.
Ebenfalls 2013 wurde die Band für den Prix Walo (bekannteste Schweizer Auszeichnung) als 'Jazz-Trio des Jahres' nominiert.

## Diskografie
- 2004: Scenes & Sceneries (Brambus Records; als Rusconi Trio)
- 2006: Stop & Go (Unit Records / Sony)
- 2009: One Up Down Left Right (Sony Music Germany)
- 2010: It's a Sonic Life (Sony Music Germany/2013: LP Qilin Records)
- 2012: Revolution (LP Qilin Records; CD BeeJazz)
- 2014: History Sugar Dream (Qilin Records)
- 2016: Rusconi & Fred Frith – Live in Europe (Qilin Records)[12]